# كولينة مختارة
كولينة مختارة (الاسم العلمي: Colina selecta) هي نوع من الرخويات تتبع جنس الكولينة من الفصيلة القرطيونية.